# StG58
StG 58（Sturmgewehr 58）は、FN社のFN FAL自動小銃を元にオーストリアで改良、開発された軍用自動小銃（アサルトライフル/バトルライフル）である。1958年に開発され、オーストリア連邦軍の主力歩兵銃として採用された。1977年にはStG 77（ステアーAUG）に更新され、現在では陸軍衛兵大隊およびテレジア陸軍士官学校所属の学生大隊（Akademikerbataillon）などにおける儀仗用途にのみ使用されている。
1950年代、連邦軍では連合各国から供与された第二次世界大戦期の旧式火器が配備されていた。これらを更新する新型歩兵銃の候補として有力視されたのがFAL小銃だった。各種モデルのうち、連邦軍では西ドイツ向けに設計されたG1小銃を高く評価した。
オーストリア向けモデル、すなわちStG 58の内部設計はおおむねG1と同一だが、連邦軍が示した各種要求や第二次世界大戦での戦訓に基づいた改良も加えられている。例えば、特徴的な消炎器は、22mm小銃擲弾発射機を兼ねている。また、先端には鉄条網対処用の切り込みもあった。この切込みに鉄条網を引っ掛け、そのまま発砲することで切断するのである。金属製ハンドガードや二脚、FN FALよりもわずかに低い照準装置などはG1と同形式だった。
その後、軽量化のために金属製だった台尻は樹脂製に変更され、さらに後には銃床そのものも木製から樹脂製に変更されたほか、銃口にK装置（K-Gerät）と呼ばれる訓練空砲用キャップを取り付けられるようになった。銃身部分には着剣装置が設けられていたが、ほとんど使用されなかった。
更新後、余剰となったStG 58の部品や工作機械、図面などは銃器メーカーDSA社に売却された。同社ではこれらを用いたFAL小銃の製造・販売を行っている。

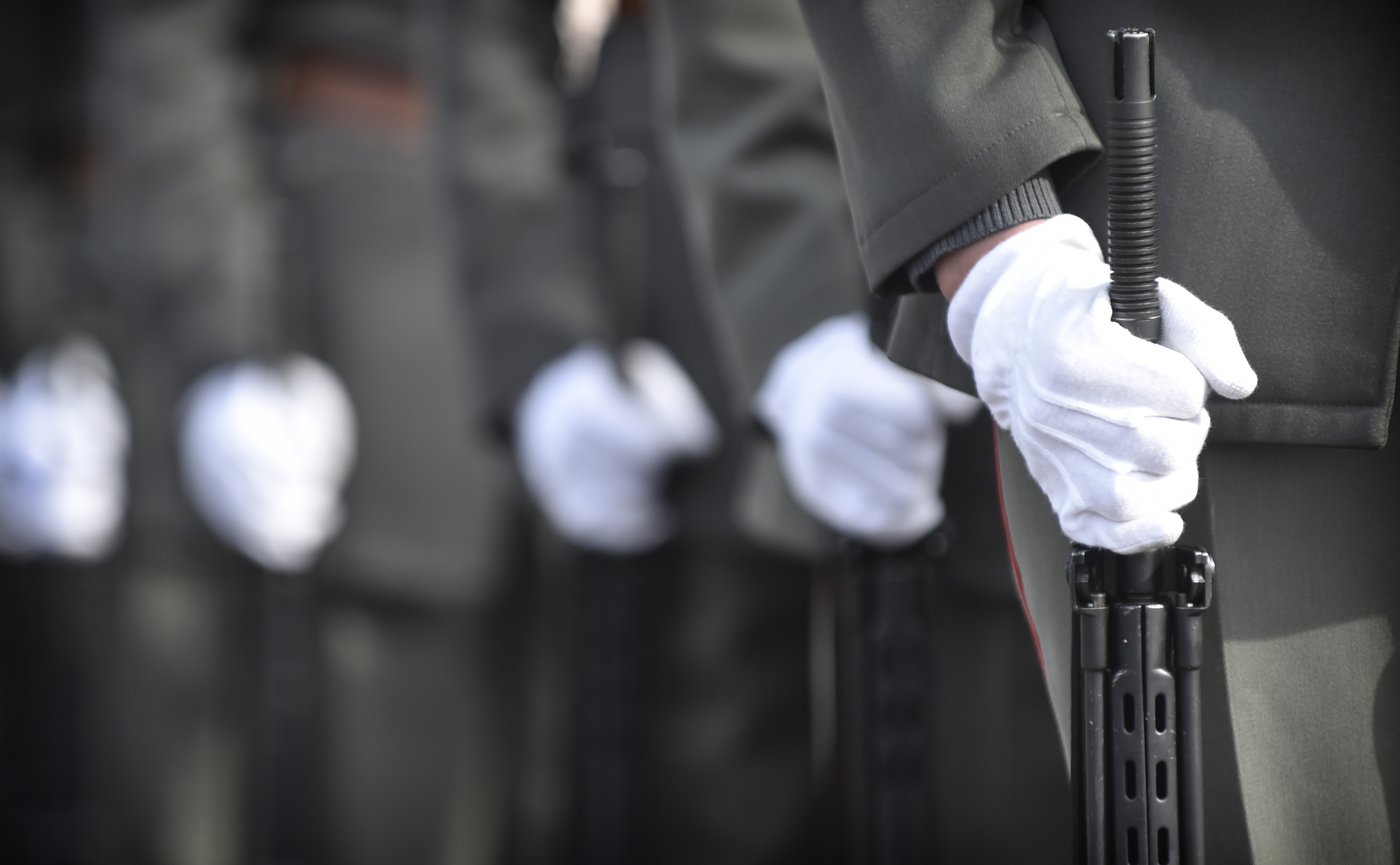
整列した衛兵ら。特徴的な消炎器が確認できる。
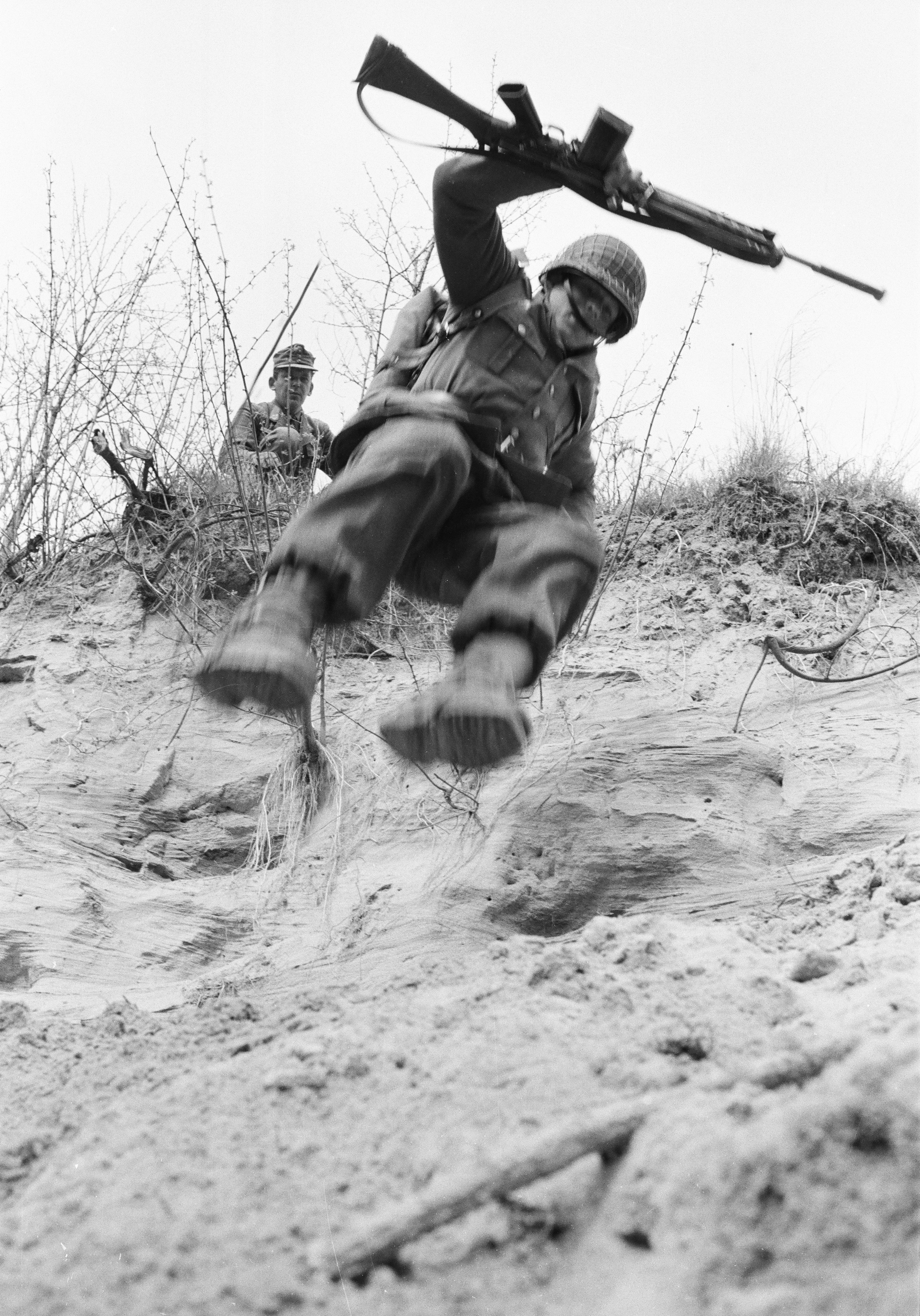
演習中の兵士（1967年）
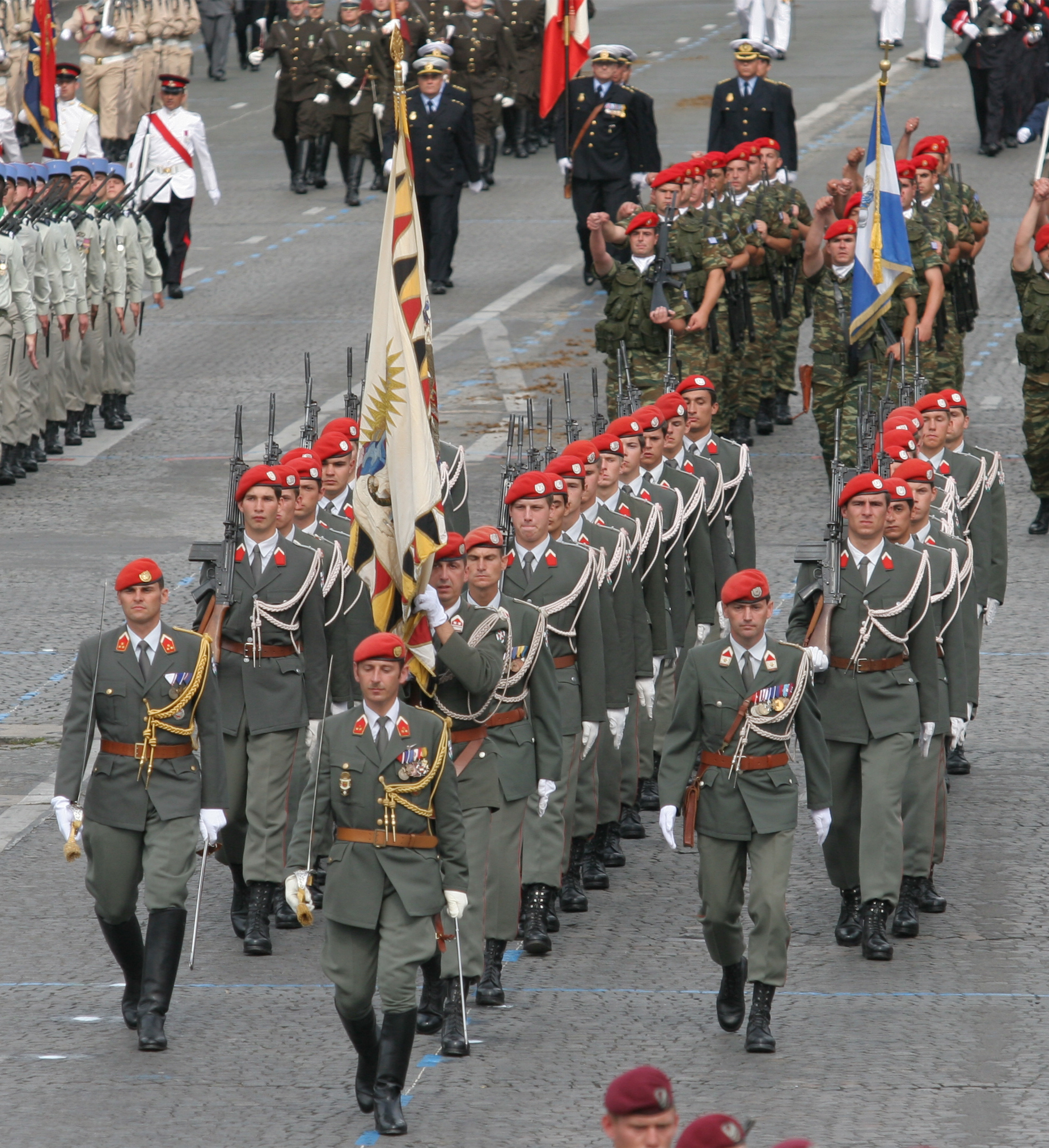
パリ祭のパレードに参加した衛兵ら。（2007年）
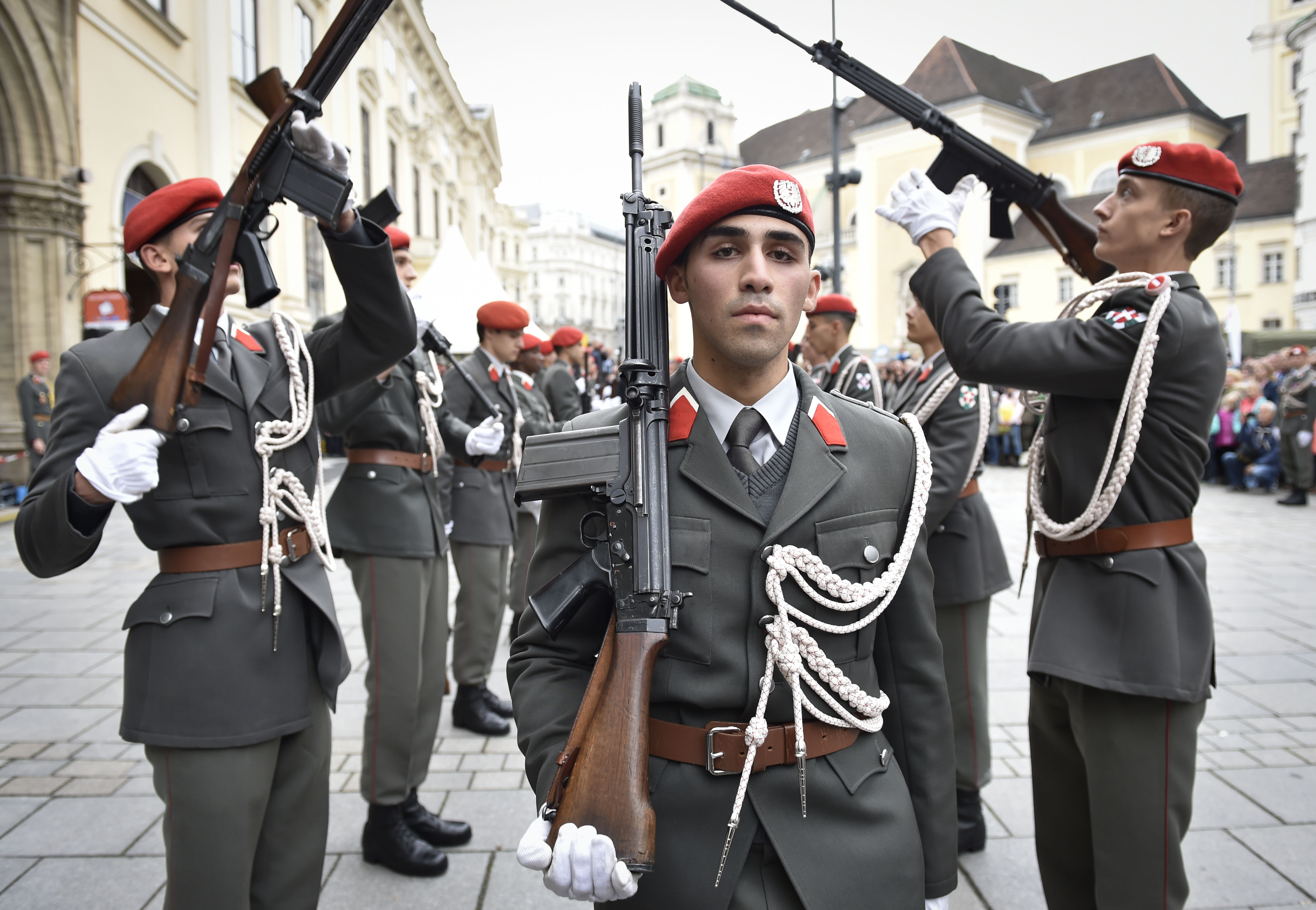
ライフルドリルを披露する衛兵ら（2016年）